# 蠕動ポンプ

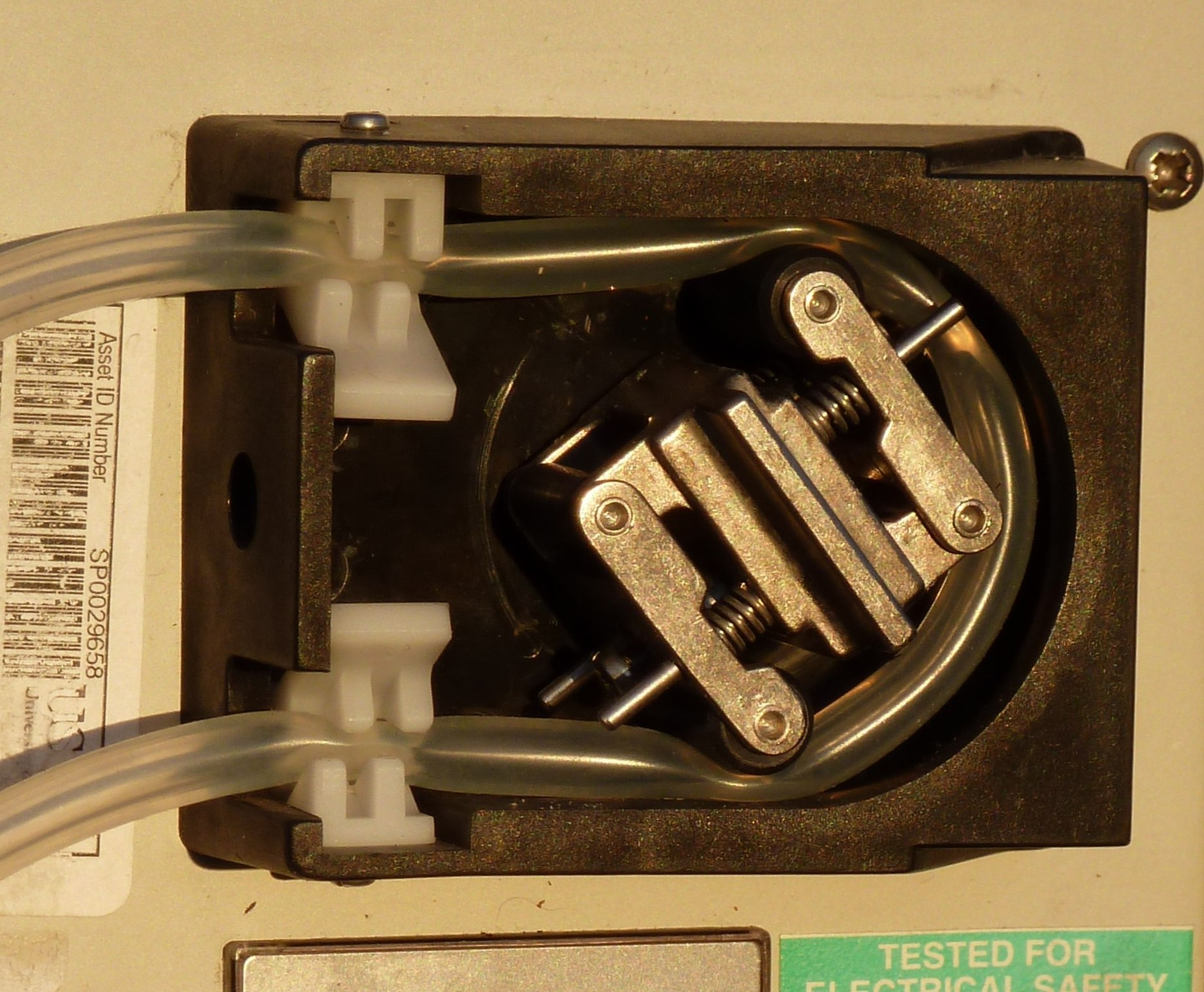
蠕動ポンプ

蠕動ポンプの動作

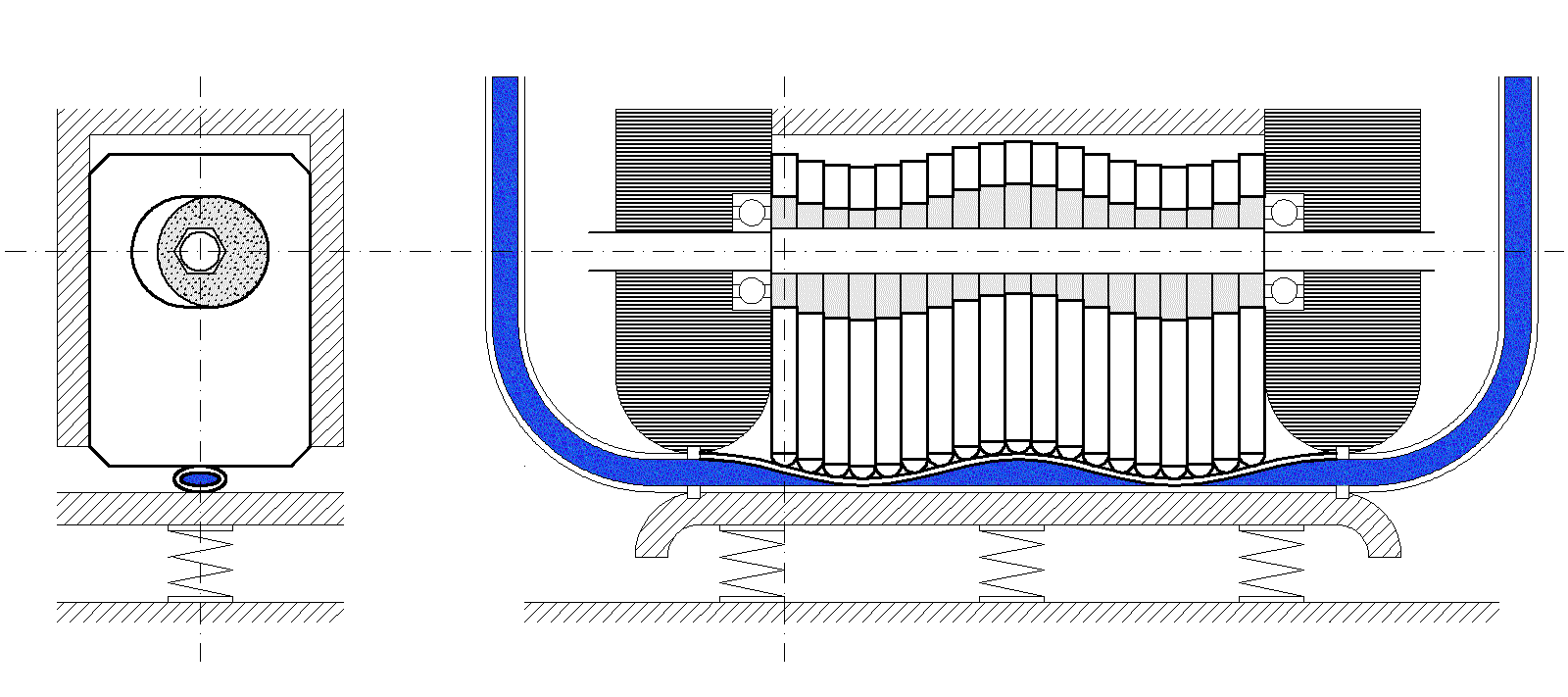
直線状の蠕動ポンプ

蠕動ポンプ（ぜんどうポンプ、英: Peristaltic pump）は様々な流体を圧送するために使用される容積ポンプの一種である。ローラーポンプ（英: roller pump）、チューブポンプ、ペリスタルティックポンプとも呼ばれる。
消化管などの多くの生体システムで見られる蠕動の原理を用いている。ポンプに備え付けられたローターの外周には複数のローラーが取り付けられており、これが回転して、流体の入ったチューブを圧縮させ、圧縮されたチューブが閉じて中の流体を強制的に移動させることで送液する。チューブはローラーによる圧縮から解放されると自然に開き、後続の液体がチューブ内に引き込まれる。通常2つ以上のローラーがチューブを圧縮し、その間に液体を閉じ込める。
一般的にはローターの回転運動により作動するが、直線状の蠕動ポンプも製造されている。

## 歴史
1855年にルーファス・ポーターとJ・D・ブラッドレーが蠕動ポンプを井戸用のポンプとして米国で特許を取得した。輸血用として開発された蠕動ポンプは1881年にユージン・アレンによって開発された。心臓外科医のマイケル・デベーキーは1934年にポンプを輸血用に改良を加え、後に人工心肺装置用の血液ポンプに使用されることとなった。

## 用途
蠕動ポンプは、液体をポンプの部品からの汚染に晒されることなく、また反応性の高い化学薬品や固形分の多いスラリー状の物質を送液可能であるので、食品製造、コンクリートの圧送、手術中に血液を循環させる人工心肺装置や血液透析装置に用いられる。

### 利点
送液にあたり、液体が接するのはチューブ内部のみなので、ポンプからの汚染を防ぐことができるほか、ポンプ内面の滅菌や洗浄が容易となる。常にローターが一方向に回転することで、バルブがなくとも逆流やサイフォンを防ぐことができる。1回転あたりに一定量の液体を送液するため、送液量の大まかな測定に使用できる。

### 欠点
チューブが経時的に劣化するため、定期的な交換が必要である。流量は連続ではなくパルス状で、特に低速回転で送液する際には顕著となるため、スムーズで安定した流量が必要な用途には適さない。